# Hermann Buse
Hermann Buse (Berlín, 27 de febrer de 1907 - Bremen, 1 de gener de 1945) va ser un ciclista alemany que fou professional entre 1929 i 1937. El 1930 guanyà la Volta a Alemanya i la Lieja-Bastogne-Lieja. El 1932 guanyà una etapa al Giro d'Itàlia i portà el mallot rosa durant 5 dies, una fita que no serà repetida per cap altre ciclista alemany fins al 1981.

## Palmarès
- 1930
  - 1r a la Lieja-Bastogne-Lieja
  - 1r a la Volta a Alemanya
  - 1r al Tour de Harz
- 1931
  - 1r al Gran Premi del Nord de Bèlgica
  - Vencedor d'una etapa a la Volta a Alemanya
- 1932
  - Vencedor d'una etapa al Giro d'Itàlia
- 1933
  - 1r al Tour de Savoia
- 1935
  - 1r al Tour de Còrsega

### Resultats al Tour de França
- 1930. Abandona (9a etapa)
- 1931. 22è de la classificació general
- 1933. Abandona (10a etapa)
- 1934. Abandona (18a etapa)

### Resultats al Giro d'Itàlia
- 1932. 16è de la classificació general i vencedor d'una etapa.  Porta el mallot rosa durant 5 etapes
- 1933. 29è de la classificació general